# Dodonaea tenuifolia
Dodonaea tenuifolia är en kinesträdsväxtart som beskrevs av Lindley. Dodonaea tenuifolia ingår i släktet Dodonaea och familjen kinesträdsväxter. Inga underarter finns listade i Catalogue of Life.